# Hubble Bubble
Hubble Bubble est un groupe de punk rock belge dans lequel a notamment débuté le chanteur Plastic Bertrand. Le groupe se sépare en 1979.

## Biographie
Formé en 1973 par Alain Bureau, et managé par Bernard Schol, le groupe sort un album en 1977 chez Warner Bros. en France et en 1978 chez Sinus Music en Belgique. Plastic Bertrand y figure comme auteur-compositeur, chanteur et batteur, sous le nom de Roger Junior. Bernard Schol le présente alors au producteur Lou Deprijck, qui l'utilisera comme image promotionnelle du célèbre titre Ça plane pour moi que Deprijck chante et joue, sur des paroles de Pipou (Yvan Lacomblez), tous deux du groupe Two Man Sound. Hubble Bubble compte un total de deux albums studio, Hubble Bubble (1977) et Faking (1979 chez Sinus Music-Barclay en Belgique).
Le groupe connaîtra des difficultés à la suite du décès du bassiste, Daniel Massart, victime d'un accident de voiture en revenant d'une répétition, et après le départ de Plastic Bertrand. Le succès de ce dernier fera de l'ombre au groupe, le public espérant que Hubble Bubble suivra ses traces et jouera du punk de variété. Alain Bureau et Danny Massart continuent ensemble sous le nom de Bucks Danny publiant un EP intitulé Stick to You en 1979 et un single intitulé Be My Girl l'année suivante.
Le label Daggerman Records rééditera les deux albums vinyle du groupe, à 2 000 exemplaires pour le premier, et 1 500 pour le deuxième[pertinence contestée]. Nat Records les propose en CD remastérisés.

## Discographie

### Albums studio
- 1977 : Hubble Bubble
- 1979 : Faking

### Singles et EP
- 1978 : New Promotion (7", single)
- 1979 : Long Cigarette / Diana Diana (7", single)